# 歐洲國際集團
歐洲國際集團有限公司（简称歐洲國際集團，英文：Europe Global Group, Ltd.，葡文：Europa Global Grupo, Lda.）是一家多元化國際投資公司，下設多間子公司，其中包括穎思國際投資發展有限公司，公司主要業務包括房地產投資發展及金融市場投資等項目。

## 文化背景
歐洲國際集團成員。公司主張多元化國際投資服務。致力為公司及股東創造最好的回報。 

## 業務簡介
投資於澳門、香港、中國內地、美國、歐洲、澳洲等地。

## 下屬務業
- 歐洲國際地產
- 歐洲國際金融
- 歐洲國際科技
- 穎思投資
- 穎思金融
- 穎思科技
- 穎思地產

## 企業文化
- 宗旨
  - 最公司及股東創造更好的價值，為社會作出更大的貢獻。
- 核心價值觀
  - We Create Passion & Wealth

## 外部連結
- 官方網站